# Cratere Antonia
Antonia è un cratere sulla superficie di 4 Vesta.